# Тайожний (Бурятія)
Тайожний (рос. Таёжный) — селище Селенгинського району, Бурятії Росії. Входить до складу Сільського поселення Іройське.
Населення —  142 особи (2015 рік). 